# 太古實業
太古實業（英文：Swire Industries）香港其中一間曾發行B股的上市公司。
太古實業於1969年12月11日接受公眾申請認購，以每股10港元，共發行285萬股，每股面值兩元的股票。最後接獲88748份及合共1億2535萬8千股申請，超額48倍，當時公司主要持有一間名為國泰投資約25%股權。
1972年7月3日太古實業A股成為恒生指數成份股，直至1975年12月中，太古洋行宣佈以每四股面值一元的太古實業A股股票，可換九股面值0.6元的太古洋行A股股票，及每股太古實業A股可獲現金0.5元，而B股股東則以每四股面值0.2元的太古實業B股股票，可換九股面值0.12元的太古洋行B股股票，及每股太古實業B股可獲0.1元現金。同年12月22日起撤銷上市。
現時太古實業成為太古公司實業部門的控股公司，持有太古糖業、太古烘焙食品有限公司金寶湯太古（香港）有限公司等企業。
- 太古國光公司將於2008年7月結業，未來將不會開展新的長期項目，未完成的項目將予完成，並將出清剩餘的存貨

- 2008年9月22日出售太古實業於太古昇達廢料處理有限公司(「太古昇達) 所持有的全部股份轉售予蘇伊士環境集團，現金總作價為港幣十八億八千八百萬元

- 2010年9月7日悉售持有的皇冠製罐44.6%權益，套現1.5億美元（ 11.7億港元）皇冠製罐乃太古與美國Crown Holdings Inc. 的全資附屬公司 Crown Asia Pacific Holdings Limited 合資經營，其中太古佔股權44.6%，對方佔55.4%股權。向太古購入皇冠製罐的是Crown Holdings, Inc. 的全資附屬公司皇冠包裝（香港）投資有限公司。

- 2018年7月11日萬科旗下物流地產品牌“萬緯物流地產”公布，與太古實業[[簽約並購協議，萬科物流將並購太古實業旗下太古冷鏈物流資產　該資產涉及太古冷鏈在中國內地的所有倉庫，共7座分別位于上海、廣州、南京、成都、廈門、廊坊、寧波。太古冷藏倉庫集團目前持有廣州、廈門倉庫60%、65%的股份及其他倉庫的全部股份。

- 2018年12月13日太古實業出售漆油業務的全部權益，包括太古實業持有全部在太古國光控股的100%權益及及阿克蘇諾貝爾太古漆油的40%權益給阿克蘇諾貝爾，公司估計將錄溢利27億港元，交易完成後，太古將不再持有漆油業務任何權益

## 貿易及實業
汽車貿易
- 標鎰汽車有限公司
- 標達汽車有限公司
- 躍達汽車有限公司
- 利奔汽車有限公司
- 太古商用汽車有限公司
- 太古鼎翰有限公司
- Taikoo Motors & Sports Limited
- 太古汽車有限公司

生產
- 阿克蘇諾貝爾太古漆油 (廣州) 有限公司
- 阿克蘇諾貝爾太古漆油 (上海) 有限公司
- 阿克蘇諾貝爾太古漆油有限公司

生產和分銷
- 太古(廣州)糖業有限公司
- 太古糖業有限公司
- 金寶湯太古40%

批發及零售
- 鷹邁有限公司
- 太古資源(上海)商貿有限公司
- 太古資源有限公司

截至2017年12月31日止的全年，溢利為0.69億港元，營業額為102.46億港元。